# Jelly bean
Ne doit pas être confondu avec Android Jelly Bean.
 (novembre 2022).
Si vous disposez d'ouvrages ou d'articles de référence ou si vous connaissez des sites web de qualité traitant du thème abordé ici, merci de compléter l'article en donnant les références utiles à sa vérifiabilité et en les liant à la section « Notes et références ».

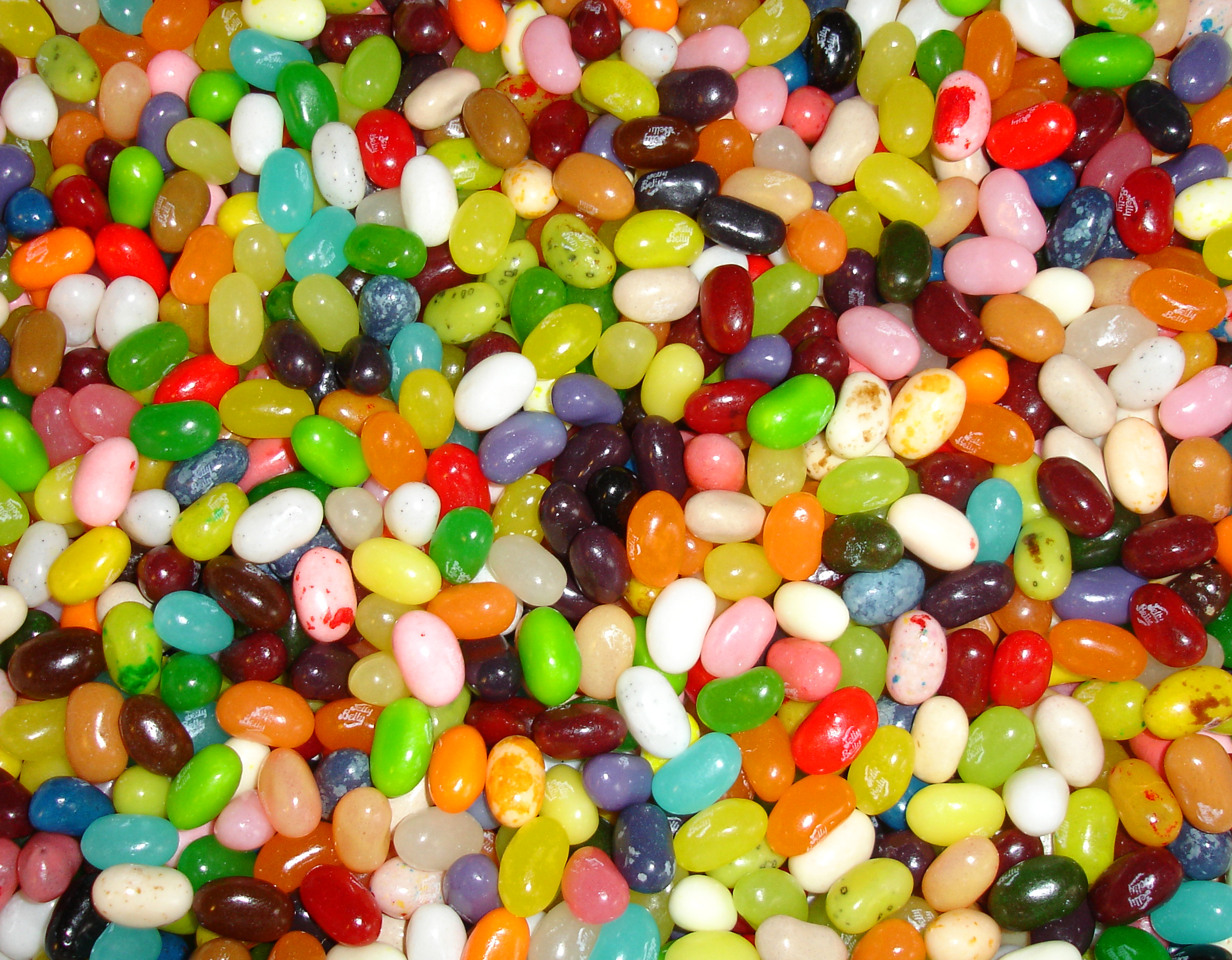
Ensemble de Jelly beans

Le jelly bean, ou bonbon haricot en français est une confiserie à base de sucre, généralement parfumée aux fruits. Elle est de petite taille, avec une croûte dure, un centre mou et un goût légèrement acide.

## Dans la culture populaire
Jelly Bean est le nom d'une chanson de Laurent Voulzy, sur l'album Recollection sorti en 2008.